# Lisieux
Lisieux [lizjö] je město v severní Francii, département Calvados, region Normandie. Leží na říčce Touques, asi 30 km jižně od ústí Seiny. Ve městě se nachází konkatedrála diecéze Bayeux-Lisieux a jedná se o významné poutní místo, centrum kultu sv. Terezie z Lisieux.

## Geografie
Sousední obce: Saint-Désir, Ouilly-le-Vicomte, Rocques, Hermival-les-Vaux, Saint-Martin-de-la-Lieue, Beuvillers a Glos.

## Historie
V římské době se zdejší sídlo nazývalo Novomagus Lexoviorum, v raném středověku zde vzniklo biskupství, kde byl ve 14. století biskupem významný nominalistický filosof a profesor pařížské univerzity Mikuláš Oresme, v 15. století bylo město obsazeno Angličany a byl zde zvolen arcibiskupem Petr Cauchon, soudce Jany z Arku, který je ve zdejší katedrále také pohřben. V 19. století město pozbylo na významu, až je koncem století proslavila mladá karmelitánská jeptiška Terezie od Dítěte Ježíše a Svaté Tváře, která zde zemřela roku 1897. Roku 1907 uskutečnil v blízkém Coquevilliers zdejší rodák Paul Cornu první vzlet helikoptéry. Za druhé světové války bylo město silně poničeno a pak zčásti vystavěno znovu.

## Doprava
Lisieux leží na železniční trati Paříž–Cherbourg-en-Content a zastavují zde i vlaky TGV. Další železniční trať spojuje Lisieux s Deauville. Městským obchvatem prochází silnice D613 Paříž – Cherbourg a městskou dopravu obstarává 6 autobusových linek.

## Pamětihodnosti
- Katedrála svatého Petra z let 1160–1230 v přechodném a poměrně strohém románsko-gotickém slohu. Západní průčelí je ze 13. století, na severní straně k budově přiléhá biskupský palác a veřejně přístupné biskupské zahrady.
- Karmel – klášter sester karmelitánek z poloviny 19. století, původní trojlodní klášterní kaple značně rozdělená a zakrytá novodobými dřevěnými obklady; v oddělené jižní části je hrob sv. Terezie z Lisieux s její postavou ležící na sarkofágu; tamže jsou jen náhrobní deskou ve dvořr vyznačeny náhroby tří jejích rodných sester – rovněž zdejších karmelitánek, muzejní expozice o životě a díle sv. Terezie
- Bazilika svaté Terezie z let 1925–1950 v eklektickém, zvláště novorománském slohu, vysvěcena v roce 1937, kovová relikviářová škříň Tereziiných rodičů, které svatořečil papež Jan Pavel II., na jižní straně náměstí postavena čtyřboká věž "dómu", pětipatrová rozhledna s výtahem, kterou dal postavit Jan Pavel II.
- Radnice z 18. století, velké náměstí vzniklo bombardováním v červnu 1944, vnitřní zástavba s výjimkou kašny již nebyla obnovena
- Muzeum historie a výtvarných umění, sídlí ve  dvoupatrovém goticko-renesančním hrázděném domě s původními konstrukcem a středověkou keramickou dlažbou, malá archeologická expozice, galerie regionálních obrazů z 18.-20. století, velká expozice kartonů a kreseb dvougeneračního ateliéru výtvarníků -mozaicistů rodiny Gaudinových, kteří vytvořili výzdobu inmteriérů baziliky svaté Terezie z Lisieuxi.

## V okolí
- Saint-Germain-de-Livet, vodní hrad a raně renesanční zámek z 15.–16. století, asi 6 km severozápadně od města.

## Vývoj počtu obyvatel
Počet obyvatel

## Partnerská města
- Taunton, Anglie, Spojené království

## Galerie

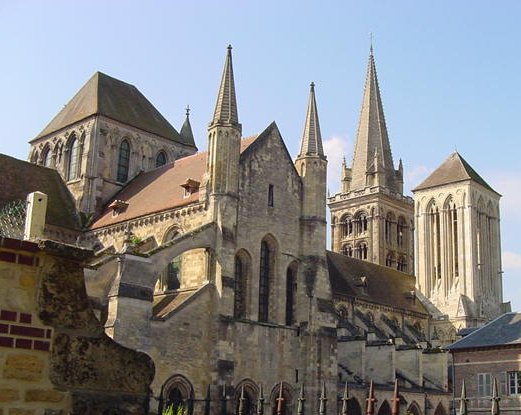
Katedrála sv. Petra
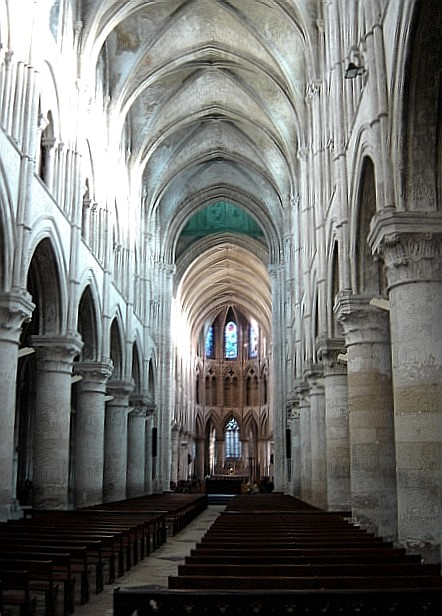
Katedrála sv. Petra, interiér
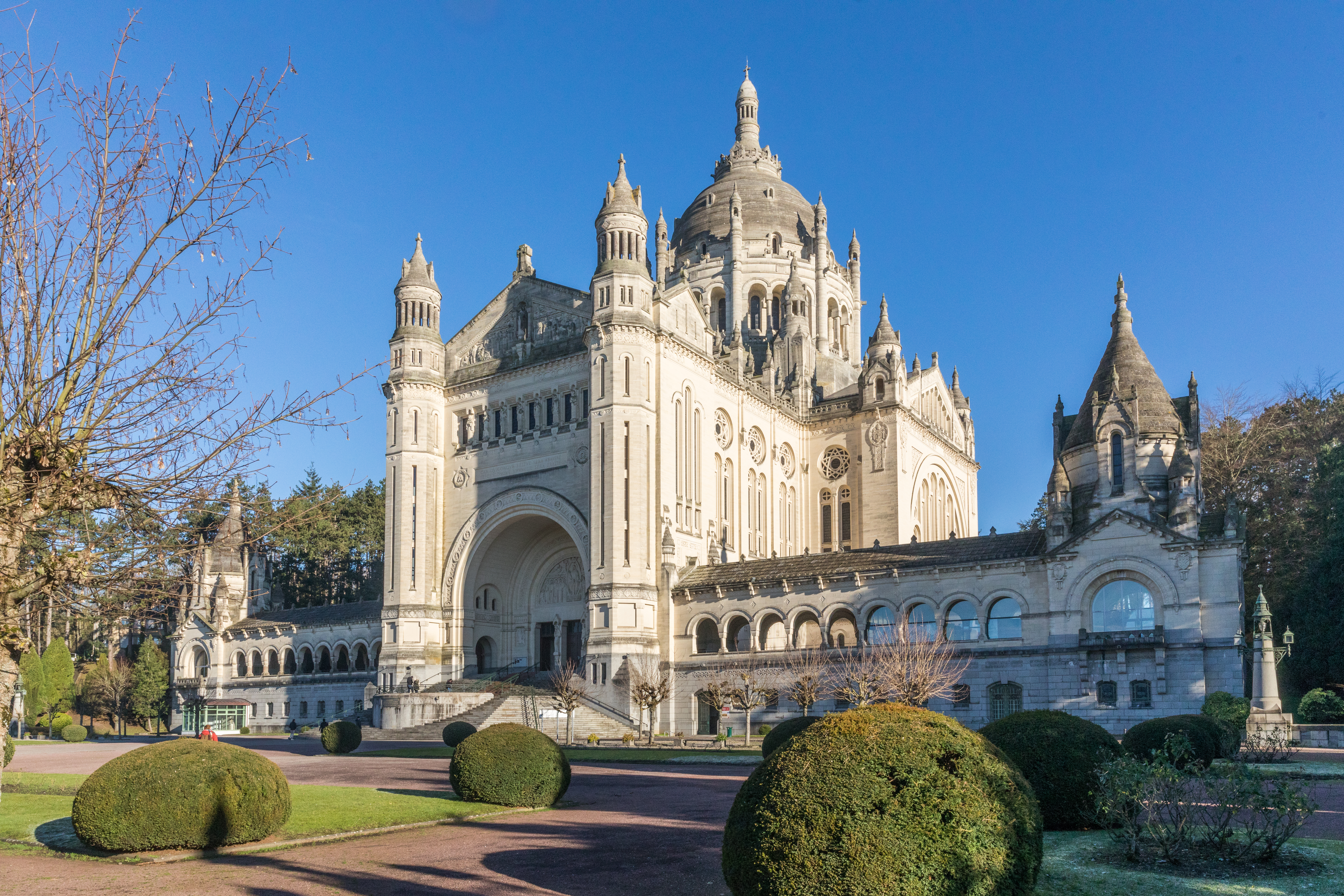
Basilika sv. Terezie
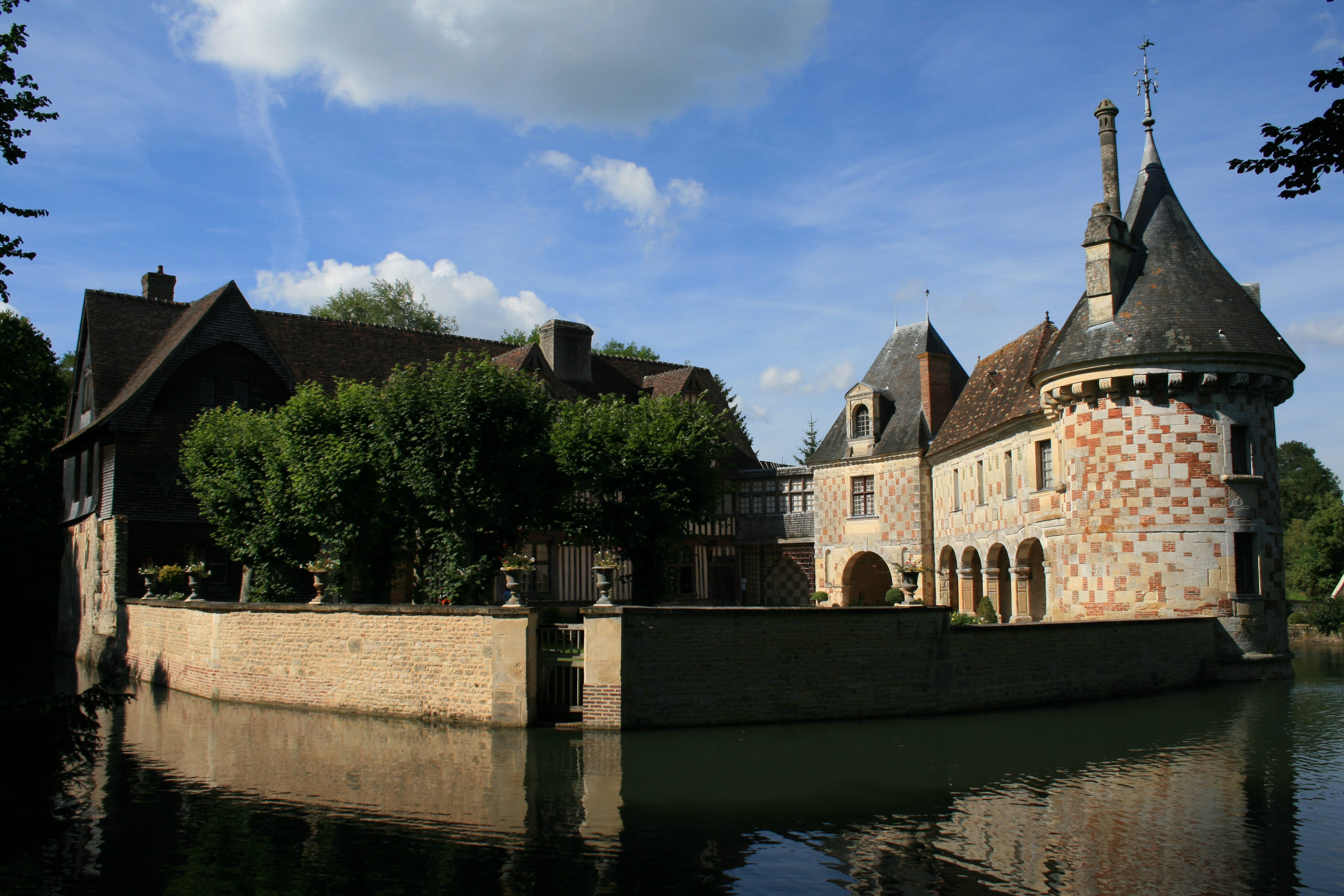
Zámek St-Germain-de-Livet